# 군중심리학
군중심리학(群衆心理學, 영어: crowd psychology, mob psychology)은 사회 심리학의 한 분야로 군중의 독특한 행동 양식이나 정신 상태를 연구하는 학문이다.

## 군중심리학의 특징
- 경신성(피암시성): 군중은 다른 사람의 암시에 따른 행위를 쉽게 하는 경향이 있다.
- 충동성(변이성): 군중은 충동적(즉흥적)인 행동을 한다.
- 과장성(단순성): 군중들의 감정은 단순해 지고 감정이 과장되거나 강화되어 나타나게 된다.
- 편협성(전횡성): 군중은 다른 사람(집단)의 반대 의견을 허용(수락)하지 않는 경향이 농후하다.[2]

## 개요
군중심리란 일반적으로 많은 사람이 군집상태에서 행동할 때 이 행동을 불러일으키는 전체적인 심리적 메커니즘과 이 행동에 참가하고 있는 사람들이 경험하는 심리상태를 말한다. 군중심리의 토대가 되는 군집이라는 인간의 집합상태가 성립되기 위해서는 원칙적으로 다음과 같은 조건들이 전제가 된다.
1. 군중의 성원이 공간적으로 일정한 장소에 일시적으로 모이는 일.
2. 이 군중의 성원들 사이에 어떤 공통의 대상 또는 관심이 존재하는 일. 이러한 대상 또는 관심이 없어지면 군중상태는 소멸한다.
3. 그러나 공통의 대상 또는 관심이 있다고 해서 군중을 이루는 사람들이 일정한 집단조직을 형성하는 일은 없다.

따라서 군중의 경우에는 지위나 역할이니 하는 보통 집단의 성원에 있어서처럼 기능의 분화가 없다. 교통사고 현장 같은 것이 우리가 일상생활 속에서 경험하는 군중상태의 하나이다. 이런 경우에는 사고라는 공통의 대상이 있음으로 해서 사람들이 일시적으로 일정한 공간을 메우게 되는 것이다. 그러나 경찰이 오고 구급차가 와서 사고처리가 끝나면 이 공간에서 관심의 대상이 소멸하고 사람들이 흩어져서 군중도 소멸한다. 이 사고 현장에 일시적으로 모인 사람들이 군중이며 이 군중을 이루는 사람들은 군중상태에서 일어나는 어떤 심리적인 특성을 경험한다. 즉 어떤 동일한 심리상태가 이곳에 모인 사람들을 휩쓸었다고 할 수 있는데 이 군중심리의 특성은 다음과 같은 것이다.
1. 군중을 구성하는 사람들은 저마다 자기의 성명·직업·성격 같은 개인적인 특성을 잊고 무명의 개인이 된다. 그러므로 사람들은 군중상태에 있을 때는 여럿이 동조하는 행동을 취하기 쉽다.
2. 군중상태에 있을 때 사람들은 일상생활의 제규범에서 해방되어 욕구나 감정을 쉽게 폭발시킨다.
3. 군중상태에 있을 때 사람들은 자기들의 행동에 대해 무책임하며 무비판적이 되기 쉽다.

자기를 전체 속에 매몰시켜 자기가 무엇을 해도 '아무도 모를 것'이라는 감정이 작용하고 있는 것이다.

## 현대사회와 군중심리
군중 및 군중심리에 관한 제이론이 르봉(Le Bon), 타르드(Tarde), 시겔레(Sighele) 등에 의해 수립된 19세기 후반 이래 사회변동은 급속해지고 군중심리의 현상에도 많은 변화가 생겼다.
(1) 일정한 공간을 차지하는 사람들의 무리라는 군중의 조건 하나를 들더라도 현대의 군중의 규모는 군중심리학의 이론이 처음 수립되었을 당시보다 훨씬 커졌다. 도시의 거대화로 군중의 규모가 커진 동시에 군중 상태가 부단히 지속되게 되었다. 비근한 예로 초만원 버스의 내부를 생각할 수 있다.
(2) 르봉 이후에 대중운동과 군중행동의 한계가 흐려졌다. 운동경기에서 일어나는 소란, 미국의 흑인폭동 같은 것을 전부 군중행동 및 군중심리 면에서 파악한다는 것은 사회현상을 심리적 문제로 환원시키고, 현상의 밑바닥에 있는 사회적 배경을 도외시한다는 것과 같다.
(3) 군중상태를 성립시키는 조건은 매스 커뮤니케이션 수단의 발달로 크게 변화하고 있다. 앞서 말한 라디오 드라마 '화성으로부터의 칩입'의 경우에는 광범한 지역에 걸쳐 백만명 이상의 개인이 '패닉'에 휩쓸렸다. 그러므로 군중의 성원은 반드시 동일한 장소에 모인 사람들이라고만은 할 수 없다.
(4) 타르드는 군중과는 엄격히 구별한 '공중'의 개념을 생각해내 민주주의 정치의 기반으로 삼았다. 그러나 현대사회에서는 이 공중개념의 성립은 불가능하며 '대중'의 개념이 공중개념에 대체될 수밖에 없다. 대중은 일시적으로 일정한 공간을 메운 군중이 사회 전체에 만연된 상태라고 할 수 있을 것이다. 
이런 의미에서 현대사회에는 무명의 대세추종적(大勢追從的)인, 무책임한, 무비판적인 사람들로 구성되는 대군중사회라는 일면이 있다. 여기에서는 이성적 판단과 대화(對話)를 기조로 한 민주주의 정치가 존재하지 않는다. 또 그러한 군중사회에서의 선거라는 형식을 통해서 반영되는 사람들의 의사는 무책임하고 무비판적인 군중심리의 반영이다.

## 같이 보기
- 집단행동
- 스탠퍼드 감옥 실험(SPE, 루시퍼 이펙트)
- 밀그램 실험
- 리더십 & 팔로워십
- 선전(프로파간다)